# Gesta Othonis
I Gesta Othonis sono un'opera storiografica della badessa Roswitha di Gandersheim commissionati, presumibilmente, intorno al 962 e rappresentano una fondamentale biografia dell'imperatore Ottone I. 

## L'opera
I Gesta sono scritti in 1517 esametri leonini e vengono terminati entro il 968, data della morte del Liudolfingio Guglielmo di Magonza, figlio bastardo dell'imperatore, di cui Rosvita nel poema parla come di un vivo. Sono ritenuti posteriori sia alle commedie sia ai poemetti agiografici.
L'opera, pervenutaci con pesanti lacune, viene commissionata a Rosvita dalla badessa Gerberga II, con il chiaro scopo di celebrare le gesta dell'imperatore e impegna notevolmente la nostra canonichessa, in quanto si tratta di un argomento del tutto nuovo per lei e per il quale non può fare riferimento ad alcuna fonte precedente, così come a dati certi e ordinati.
Nella prefazione paragona se stessa a un viandante che incede in una distesa coperta di neve, ignaro del cammino da percorrere per giungere a destinazione. La consueta excusatio nasconde tuttavia una strategia che permette alla poetessa di godere di ampia libertà nelle proprie scelte.
Estende il contesto iniziando l'opera al momento dell'incoronazione del re Enrico I l’Uccellatore, padre di Ottone I, esaltando quindi il percorso della dinastia di Sassonia sino all'ascesa al trono imperiale di Ottone e finisce per presentare il modello ideale di un re cristiano, come lo si concepiva nel secolo X. Prende poi a pretesto, come le è consueto, la debolezza femminile e si rifiuta di trattare in maniera estesa i fatti d'arme o le scene di guerra alle quali non riuscirebbe a rendere giustizia e che in ogni caso preferirebbe evitare in quanto sono il tipico frutto dell'attività diabolica.
Non deve stupire quindi che la celeberrima vittoria di Lechfeld del 10 agosto 955, con la quale Ottone I scongiura definitivamente il pericolo degli Ungari per l'Europa assicurandosi il consolidamento della posizione in Germania, siano dedicati solo 17 versi mentre alle vicende della seconda moglie dell'imperatore, Adelaide di Borgogna, ne siano stati dedicati oltre 200.
Nel poema è sempre ravvisabile un'ottica squisitamente femminile, dando vita a una composizione epica atipica. Le figure femminili sono particolarmente esaltate, specialmente se si tiene conto del contesto temporale, i grandi fatti d'arme sono sublimati e visti attraverso la vita e gli scritti di corte e l'imperatore viene eroicizzato, divenendo il simbolo delle virtù cristiane come la pietas, la misericordias e la fides.
Va notato che, con questo metodo, Rosvita riesce ad integrare i Gesta all'interno di un più ampio contesto iniziato con i poemetti e i drammi e che vede, all'interno della visione agostiniana, l'operato dell'uomo influenzato dalla presenza dell'azione divina, alla quale si contrappone l'opera diabolica.